# Milestones (Band)
Die Milestones war eine österreichische Musikgruppe, die 1968 gegründet wurde. Gründungsmitglieder waren Günther Grosslercher, Beatrix Neundlinger, Robert Unterweger und Rudi Tinsobin.

## Geschichte
Grosslercher und Unterweger musizierten schon gemeinsam und waren auf der Suche nach einer Sängerin. Neundlinger war im ersten Studienjahr Mathematik an der TU Wien, ihre zwei Kollegen jedoch schon 4 Semester weiter, als sie sich kennenlernten.
Bei der Show Chance 1969, veranstaltet von den Fernsehanstalten Deutschlands, Österreichs und der Schweiz, belegten sie mit dem Titel Einmal (wird der Stein der Weisen weich) (G. Grosslercher – M. Schreiber) den ersten Platz. Dieser Titel erschien auch auf der ersten Single – die erste LP folgte 1970. 
Man lernte bald Heinz R. Unger und auch die Gruppe Schmetterlinge kennen und tauschte sich über Musikinhalte und Gesellschaftskritik aus.
1972 erfolgte eine Umbesetzung: Die Mitglieder waren nun Beatrix Neundlinger, Günther Grosslercher, Christian Kolonovits und Norbert Niedermayer. Diese Besetzung der Milestones vertrat Österreich beim Eurovision Song Contest 1972 mit Falter im Wind (Text: H. Unger – Musik: Rigoni/Schönherz) und erreichte den 5. Platz. Beatrix Neundlinger vertrat Österreich noch einmal in der Gruppe Schmetterlinge (1977), ein Jahr später sang Niedermayer in der Gruppe Springtime. 1973 spielte Chris van der Schyf Schlagzeug, der 1974 von Fritz Matzka abgelöst wurde.
Im Jahr 1975 löste sich die Band auf – Beatrix Neundlinger und Günther Grosslercher schlossen sich der Gruppe Schmetterlinge an, Norbert Niedermayer der Band Springtime, und Christian Kolonovits verlegte sich auf das Komponieren und Arrangieren.

## Diskografie
- 1969: Einmal / Der Rattenfänger
- 1970: Milestones (LP)
- 1971: Paul (Er lebte im Wald) / Der staatenlose Koffer
- 1971: 20 Uhr 02 (An diesem Freitag…) / Chor der Alten
- 1972: Falter im Wind / Du schöner Tag
- 1972: Dance Butterfly / Oh Fairy Day
- 1973: Emigration (LP)
- 1974: Apfelbaum / Hamlet
- 1974: Schade / Bilderbuch – Im Auftrag des Bundesministeriums für Gesundheit und Umweltschutz
- 1975: Best (LP-Kompilation)